# 绍桑
绍桑（法語：Chaussin，法語發音：[ʃosɛ̃]），法国东部市镇，位于勃艮第-弗朗什-孔泰大区汝拉省，隶属于多勒区，其市镇面积为16.82平方公里，2022年1月1日时人口数量为1,576人，在法国城市中排名第6,706位。
绍桑位于汝拉省西北部，杜河左岸，是一个区域性的中心市镇，近代曾为铁路枢纽，现有多条公路在此交汇。

## 地名来源

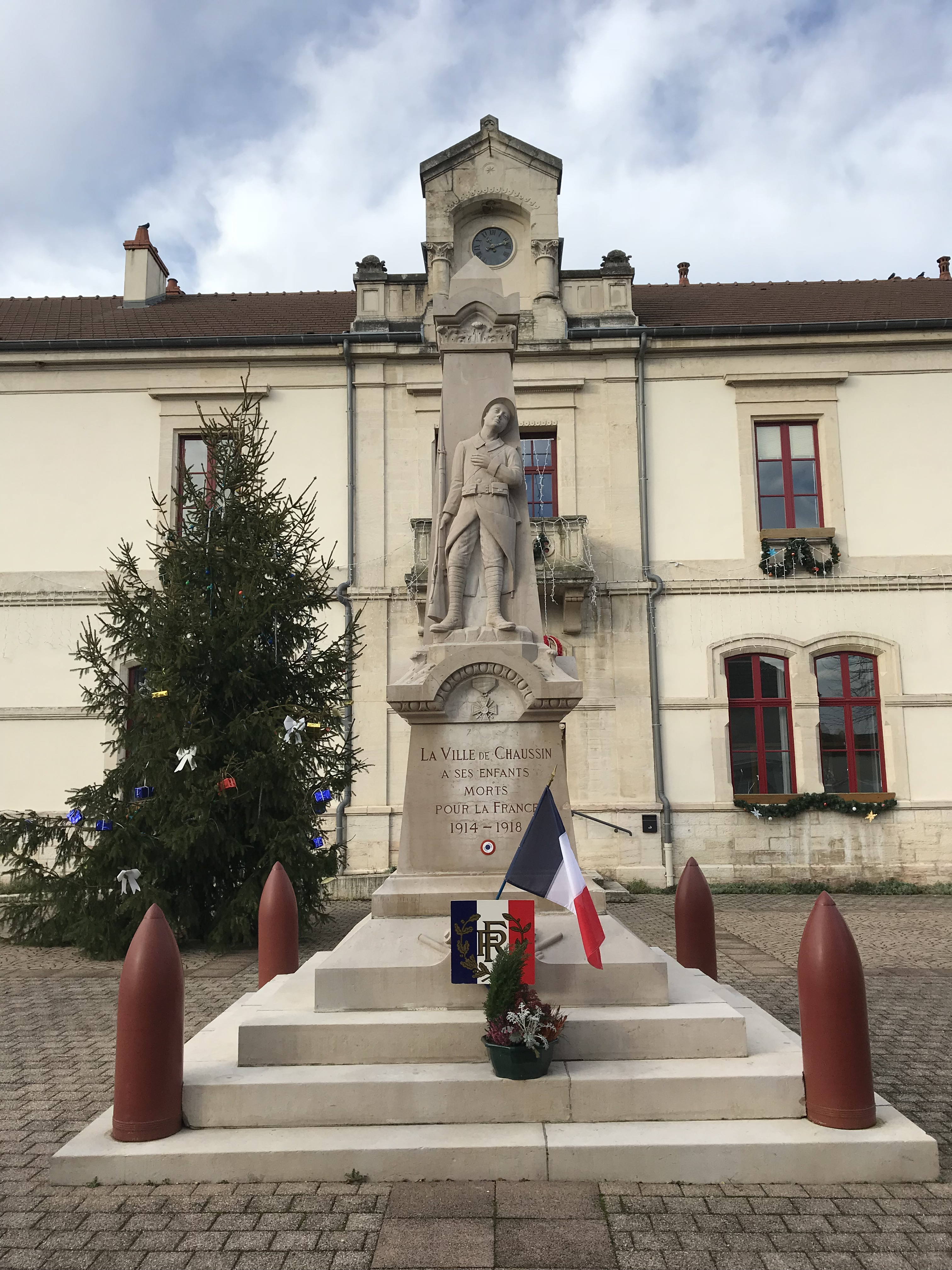
绍桑镇中心的战争纪念碑

“绍桑”一名的来源及含义尚有待考证。

## 历史
根据当地官方网站的论述，绍桑所处地区在铁器时期就已出现人类活动。古典时期，绍桑为塞夸尼人的活动范围，公元58年绍桑被罗马人攻陷，公元534年法兰克人南下入主高卢。中世纪时，绍桑长期为一处普通农业村落。公元13世纪时，绍桑一度成为卡佩王朝和哈布斯堡之间的边境重镇，该地曾被城墙一分为二，内侧和外侧分别为“城关”和“城市”。三十年战争期间，法兰西军队于勃艮第伯爵将领曾在绍桑附近发生激烈征战。法国大革命后，绍桑成为汝拉省的一个市镇。工业革命期间，途径绍桑的沙尼－多勒铁路和绍热－隆斯勒索涅铁路相继建成通车，绍桑一度成为区域性的铁路枢纽。20世纪后随着汽车的兴起，这两条铁路运量逐年下降，其绍桑附近的路段于20世纪90年代完全废弃。

## 地理

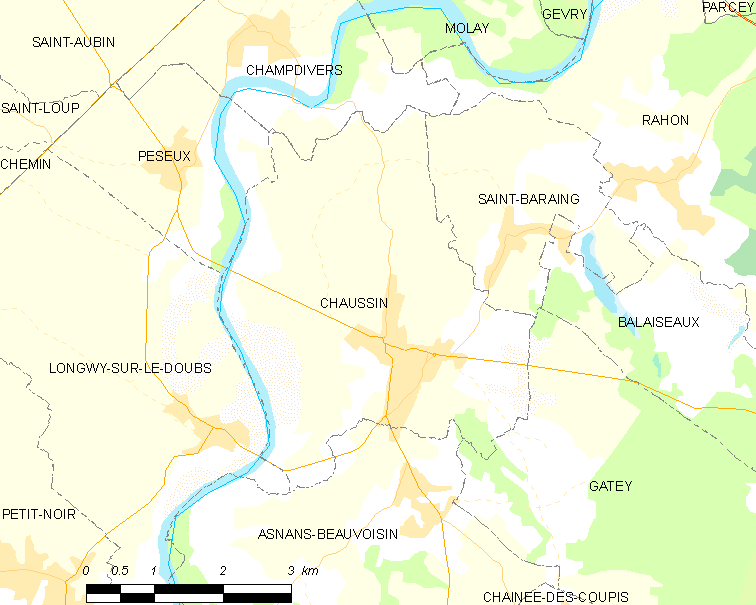
绍桑市镇范围地图

绍桑位于法国东部，勃艮第-弗朗什-孔泰大区中东部偏南和汝拉省西北部，距离省会隆斯勒索涅大约41公里。与绍桑接壤的市镇包括：尚迪韦尔、阿南-博瓦桑、加泰、杜河畔隆维、珀瑟、圣巴兰。

### 地形
绍桑位于布雷斯平原北端，境内以平原为主，市镇中心地势较为平坦，全境海拔在183到214米之间。

### 水文
绍桑位于罗讷河流域范围内，其二级支流杜河自北向南流经市镇范围西界，其左岸支流奥兰河流经市镇范围北部，另有人工开凿的磨坊运河（canal du Moulin）流经镇中心。

### 植被
绍桑属于温带阔叶混交林区，市区东南部的绍桑幼儿园公园（Parc de l'école maternelle de Chaussin）是当地主要的城市绿地。
在鲜花城市的评比中，绍桑暂未被评级。

### 气候
绍桑在柯本气候分类法中属于带有大陆性特征的温带海洋性气候。

## 行政区划
绍桑的市镇编号为39128，邮政编号为39120。
在行政管理方面，绍桑隶属于法国勃艮第-弗朗什-孔泰大区汝拉省多勒区；在地方选举方面，绍桑隶属于塔沃县，其市镇范围全境被划入汝拉省第三选区；在社会管理方面，绍桑是汝拉平原市镇公共社区的办公驻地。
截至2023年2月，绍桑市镇范围内暂无城市敏感街区及城市政策优先街区。
法国国家统计与经济研究所（简称）在进行数据统计时，未将绍桑划入任何城市核心区（Unité urbaine）内，另将包括绍桑在内的周边共75个市镇划为多勒城市区。自2020年起，多勒城市区被包含87个市镇的多勒城市辐射区代替。此外，还将绍桑市镇整体看作一个“块区”（IRIS），以便于统计人口分布情况。

## 交通

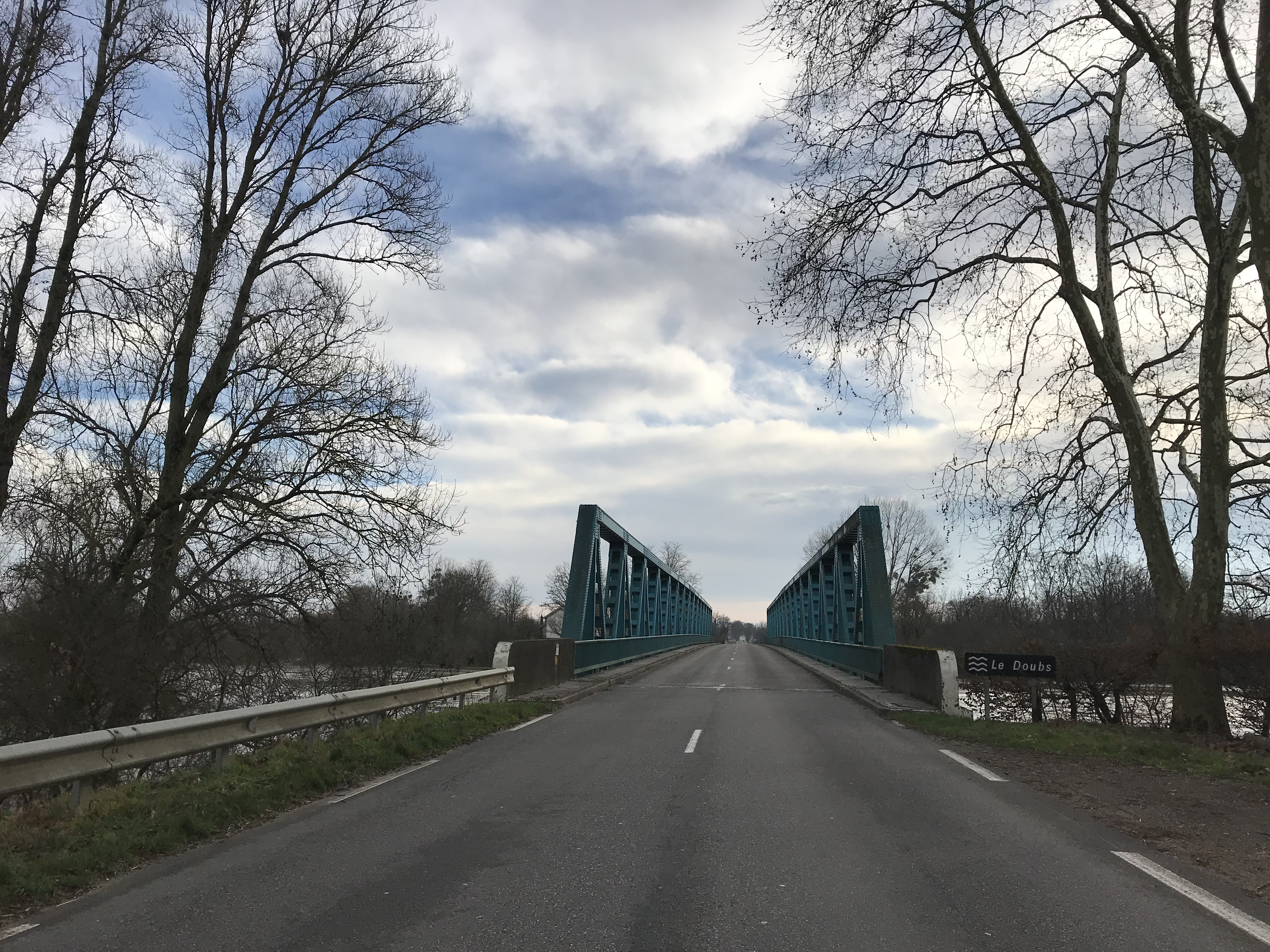
绍桑杜河大桥

### 公路
汝拉省省道D11线、D46线、D332线、D468线和D469线在绍桑境内交汇。勃艮第-弗朗什-孔泰大区下属的汝拉省城际客运317线连接绍桑和省会隆斯勒索涅。
2019年，77.6%的绍桑家庭拥有至少一辆私人汽车。2017年，绍桑境内共发生各类交通事故2起，造成1人遇难，1人受伤，其中1人重伤。
| 6 | 16 |

| 隆斯勒索涅 | 42 |

| 多勒 | 20 |

| 布莱特朗 | 29 |

### 铁路
绍桑位于沙尼－多勒铁路和绍热－隆斯勒索涅铁路的交汇处，这两条铁路绍桑附近的路段均已废弃。
距离绍桑最近的运营中的客运铁路车站为20公里外的多勒城站，该站停靠往返于第戎和贝桑松之间以及前往圣克洛德方向的区域列车，另有高速列车班次可直达巴黎。

### 航空
距离绍桑最近的民用航空站为多勒-塔沃机场，距离绍桑市中心的公路里程约12公里。

### 城市公共交通
截至2023年2月，绍桑暂无城市公共交通系统。

## 政治

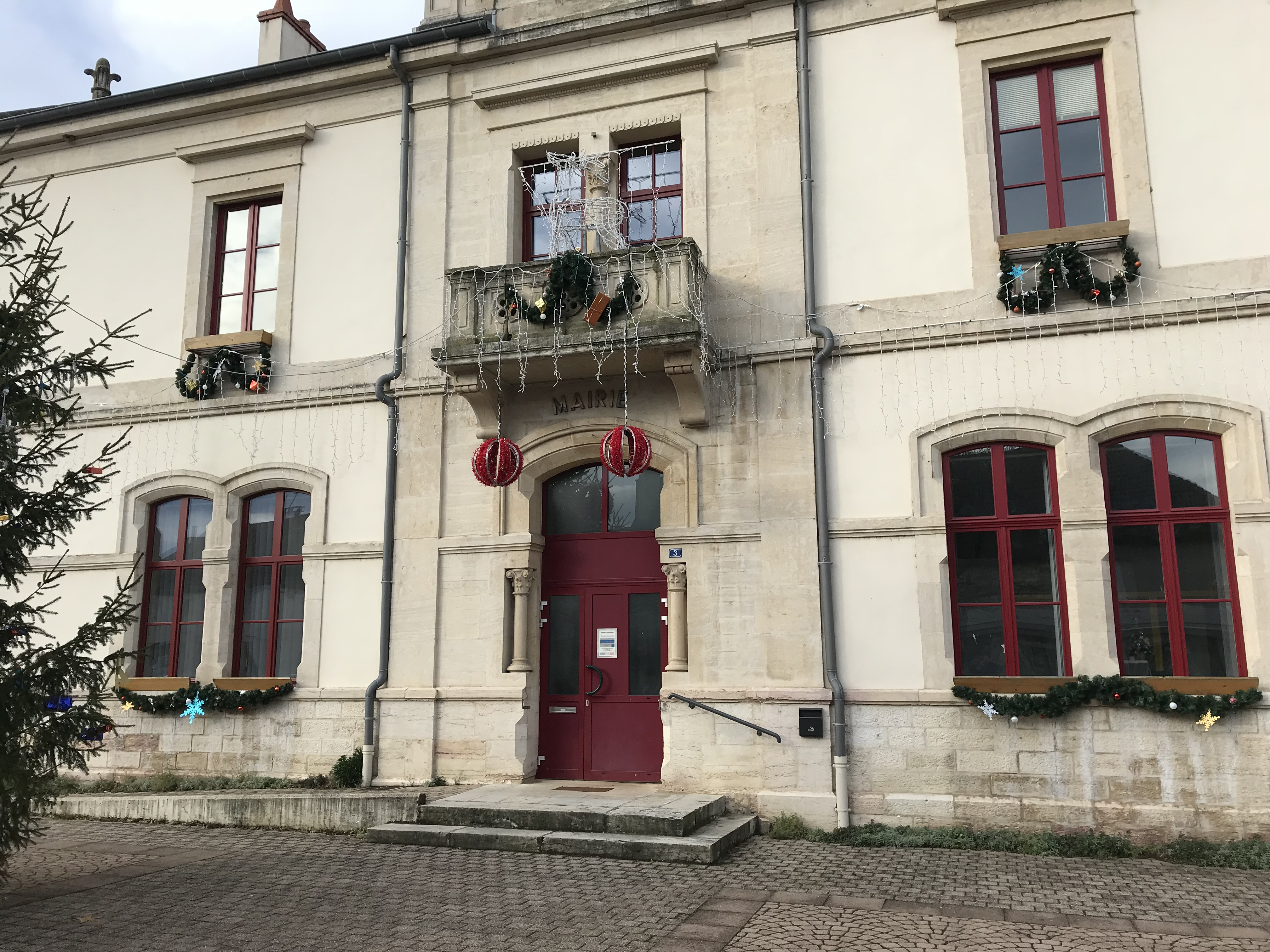
绍桑市政厅

绍桑的现任市长为尚塔尔·托尔克女士（Chantal TORCK），她是共和党的一名成员，在2020年的市政选举中获得了100.00%的支持率（无其他候选人）。
在2022年的法国总统大选中，法国极右翼政党国民阵线主席玛丽娜·勒庞在绍桑获得了58.96%的支持率。

## 人口
2019年，绍桑市镇人口数量为1,575，在法国排名第6,706位。其中男性731人，女性844人，75岁及以上人口占14.2%，外籍人口数量为24人，人口密度为94人/平方公里，当地居民被称为（男性）或（女性）。2020年，绍桑境内出生14人，死亡人口39人。
| 绍桑1901年－2020年人口变化情况 |
|                                |
| 数据来源：Cassini、INSEE       |

## 经济
绍桑是一个区域性的中心市镇。截止2023年2月，绍桑市镇范围内共有各类用人单位（包含自雇）226家，平均历史为20年，其中99.16%为中小型企业（PME），2022年12月至2023年2月间，当地的经济活力指数为1.33%。（小型汽车维修）、（房梁施工）及（摩托车维修）是当地2021年营业额最高的三个企业，分别为1,594,228欧元、678,181欧元和655,807欧元。

## 财政与居民收入
2021年，绍桑的财政收入总额为1,455,030欧元，财政支出总额为1,009,660欧元，当年的债务总额为857,620欧元。2021年，绍桑市镇通过增值税获得198,100欧元的收入，此外当地还共获得了234,090欧元的国家直接财政补助。
2020年，绍桑的人均月收入总额为1,892欧元，低于法国平均水平（2,303欧元）。
2019年，绍桑境内的青壮年（15至64岁）失业率为9.2%；当地45.9%的家庭拥有纳税资格，平均纳税1,884欧元，低于法国平均水平（3,910欧元）。

## 社会事务

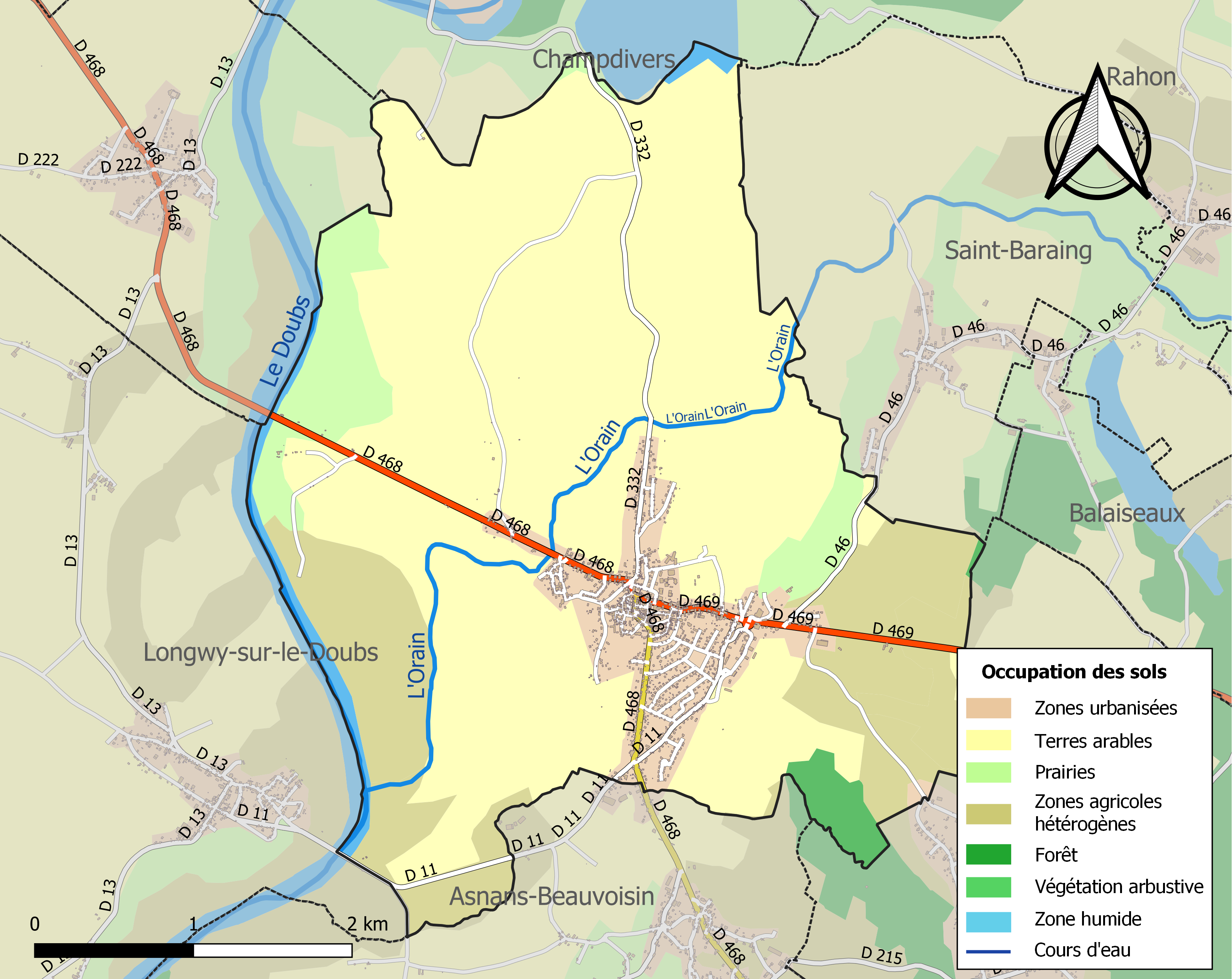
绍桑土地利用情况地图

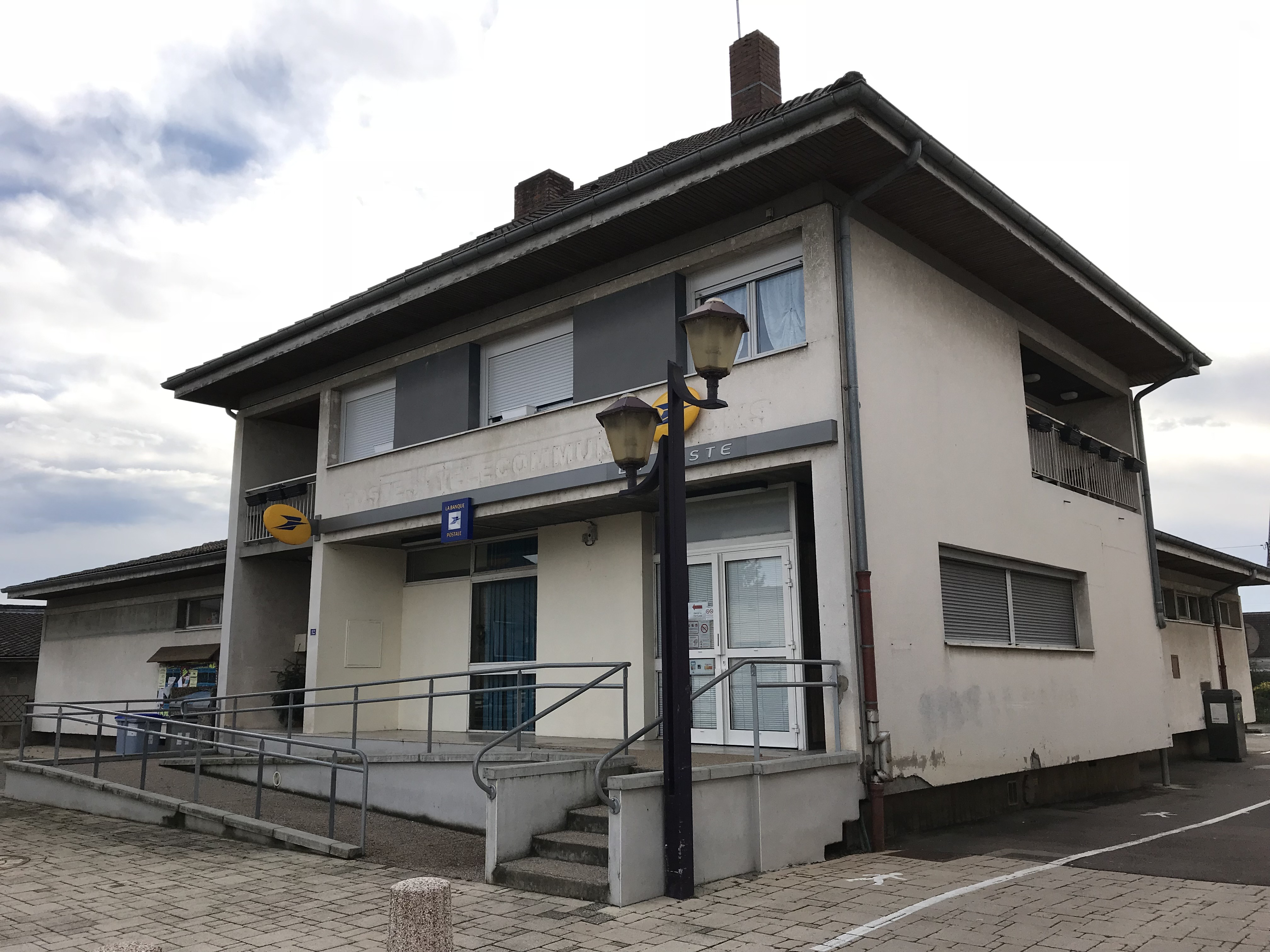
绍桑邮局

### 教育
绍桑属于贝桑松学区。截止2021年1月1日，绍桑境内共有1所幼儿园、1所小学和1所初级中学。2018至2019学年度，绍桑境内共有在校中等教育阶段学生379名。

### 医疗
截止2021年1月1日，绍桑境内共有全科医生2名、保健师4名、牙医2名、护士6名和助产士1名。境内共有药房1家。
距离绍桑最近的区域性医疗机构为路易·巴斯德中心医院（Centre hospitalier Louis Pasteur），其主病区位于多勒市区，距离绍桑市区的正常车程约17分钟，设有床位385个，是当地规模最大的公立综合性医院。

### 住房
2019年，绍桑境内共有各类住房850套，其中77.3%为独立式居民区，22.4%为集中式居民区。常住房屋占绍桑市镇范围内居民建筑总量的86.7%。
在住房保障政策方面，2021年，绍桑境内共有140户家庭获得了住房经济补助，受益人数占总人口数量的8.9%，其中129份为房租补助。

### 商业
2021年，绍桑境内共有各类实体商铺39家，其中餐厅2家、大型超市1家、面包房2家、肉铺1家、书店1家、装饰品店1家、银行门店3家、美容美发店5家、汽车维修店5家。市区东部建有Colruyt、Gamm Vert等大型商场。

### 体育
2021年，绍桑境内共有1间体育馆、2处网球场以及1处足球或橄榄球场。
截至2023年2月，汝拉平原足球俱乐部（FC Plaine 39，编号582410）是绍桑境内唯一的一家注册足球俱乐部，该队成立于2014年，其主队2022至2023赛季参加汝拉省足球联赛乙组（法国第十级别），其主场为市政球场（Stade Municipal）。

### 环境
绍桑的环境事务由其所属的汝拉平原市镇公共社区联合各级政府协调负责。2021年，绍桑境内暂无污染企业。

### 治安
2021年，绍桑市镇范围内有1处宪兵队。
绍桑及其附近的共201个市镇是多勒国家宪兵队（zone gendarmerie de Dole）的管辖范围。2020年，该宪兵队累计记录各类案件2,603起，其中盗窃类案件1,314起，经济类案件404起，毒品交易类案件87起。

## 文化

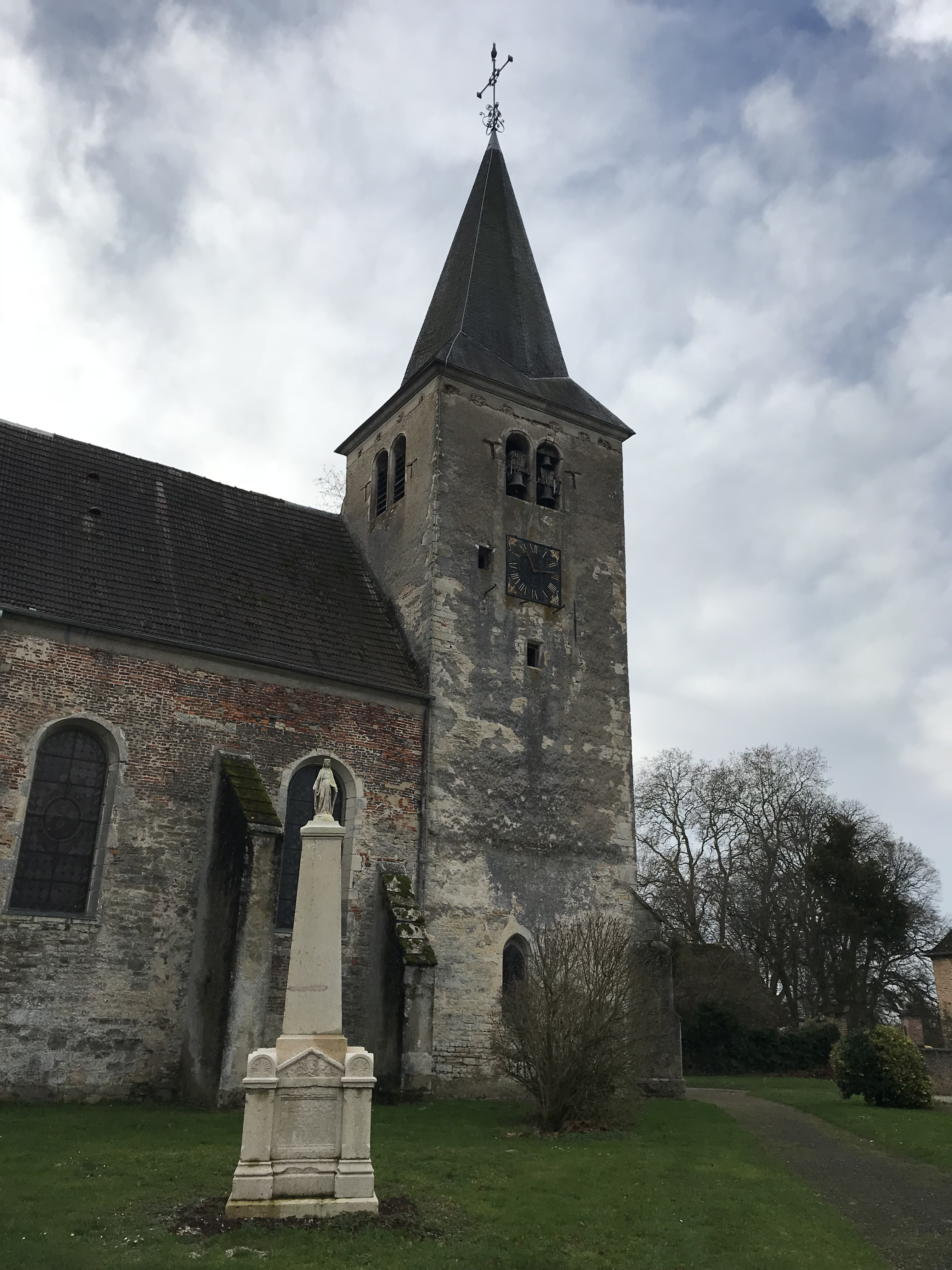
圣莫里斯教堂

2021年，绍桑境内暂无任何文化设施。绍桑市政府提供多媒体中心，每周二至六向公众开放。

### 建筑
绍桑境内有多处历史建筑，其中镇中心的圣莫里斯教堂（Église Saint-Maurice de Chaussin）是当地地标性建筑物，亦是法国国家文物保护单位。

### 旅游
绍桑的旅游事务由其所属的汝拉平原市镇公共社区负责。2022年，绍桑境内有1个露营地，可容纳共44辆露营车。

### 媒体
法国主要的媒体均可在绍桑接收，法国电视三台下属的勃艮第-弗朗什-孔泰大区频道在部分时段播出绍桑所在汝拉省的地方新闻。《汝拉之声》、蓝色法兰西贝桑松广播、天主教法语区广播汝拉省分台等是当地主要的地方性媒体。

## 友好城市
截至2023年2月，绍桑暂无建立任何友好城市关系。